# Anatolanthias apiomycter
Anatolanthias apiomycter ist eine Meeresfischart aus der Gruppe der Fahnenbarsche, die im südöstlichen Pazifik in Tiefen von mehr als 100 Metern an einigen Tiefseebergen am südwestlichen Rand der Nazca-Platte vorkommt.

## Merkmale
Anatolanthias apiomycter ist schlank und langgestreckt. Die beiden bei der Erstbeschreibung untersuchten Exemplare hatten Standardlängen von 8,9 und 9,4 cm. Die Standardlänge hat den vierfachen Wert der Körperhöhe auf Höhe des ersten Rückenflossenstrahls. Kopf, Rumpf, Iris, Rücken- und Schwanzflosse sind einfarbig rot, die Afterflosse ist heller, die paarigen Flossen sind annähernd transparent. Die Flossen besitzen keine verlängerten Flossenstrahlen oder Filamente. Die Schwanzflosse ist tief gegabelt. Ihre Loben haben eine Länge von etwa einem Drittel der Standardlänge.
Morphometrie:

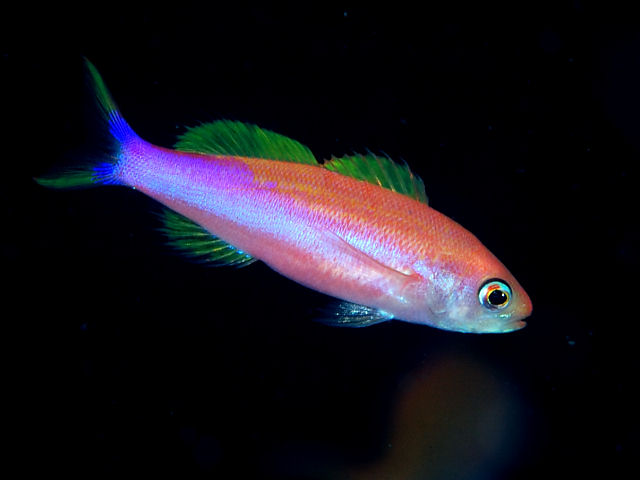
Luzonichthys taeniatus, A. apiomycter ist tiefer rot gefärbt und hat eine durchgehende, keine unterbrochenen Rückenflosse

- Flossenformel: Dorsale X/16, Anale III/7, Pectorale 21–22, Caudale 15(8+7)/13(7+6)
- Schuppenformel: SL 62–63.
- Kiemenrechenstrahlen 10–11+26.
- Wirbel: 26 (11 + 15).

Wie verschiedene gemeinsame morphologische Merkmale nahelegen, ist Anatolanthias wahrscheinlich nah mit den auch äußerlich sehr ähnlichen Gattungen Luzonichthys und Rabaulichthys verwandt und bildet mit diesen Gattungen eine monophyletische Klade innerhalb der Fahnenbarsche.

## Belege
1. ↑  Anatolanthias apiomycter auf Fishbase.org (englisch)
2. 1 2 3 4  
William D. Anderson, Phillip C. Heemstra: Review of Atlantic and eastern Pacific Anthiine fishes (Teleostei: Perciformes: Serranidae), with descriptions of two new genera. In: Transactions of the American Philosophical Society, New Series. Band 102, Nr. 2, 2012, S. 1–173, S. 119 u. 120
3. ↑  
Paolo Parenti, John E. Randall: An annotated checklist of the fishes of the family Serranidae of the world with description of two new related families of fishes. In: FishTaxa. Band 15, 2020, S. 1–170, S. 9.
4. ↑  
Phillip C. Heemstra u. K.V. Akhilesh: Review of the anthiine fish genus Pseudanthias (Perciformes: Serranidae) of the western Indian Ocean, with description of a new species and a key to the species. aqua, International Journal of Ichthy, Vol. 18, No. 3, Juli 2012, PDF